# Polydesmus pekuensis
Polydesmus pekuensis är en mångfotingart som beskrevs av Karsch 1881. Polydesmus pekuensis ingår i släktet Polydesmus och familjen plattdubbelfotingar. Inga underarter finns listade i Catalogue of Life.